# Jacen Russell-Rowe
Jacen Russell-Rowe (Toronto, 2002. szeptember 13. –) kanadai válogatott labdarúgó, az amerikai Columbus Crew csatára.

## Pályafutása

### Klubcsapatokban
Russell-Rowe a kanadai Toronto városában született. Az ifjúsági pályafutását a helyi Toronto csapatában kezdte, majd a Columbus Crew akadémiájánál folytatta.
2022-ben mutatkozott be a Columbus Crew észak-amerikai első osztályban szereplő felnőtt keretében. Először a 2022. június 19-ei, Charlotte ellen 1–1-es döntetlennel zárult mérkőzés 85. percében, Erik Hurtado cseréjeként lépett pályára. Első gólját 2023. március 26-án, az Atlanta United ellen hazai pályán 6–1-es győzelemmel zárult találkozón szerezte meg.

### A válogatottban
Russell-Rowe az U17-es korosztályú válogatottban is képviselte Kanadát.
2023-ban debütált a felnőtt válogatottban. Először a 2023. június 28-ai, Guadeloupe ellen 2–2-es döntetlennel zárult mérkőzés 81. percében, Lucas Cavallinit váltva lépett pályára.

## Statisztikák
2024. augusztus 29. szerint
| Klub          | Szezon   | Osztály  | Bajnokság | Bajnokság | Kupa  | Kupa | Nemzetközi | Nemzetközi | Összesen | Összesen |
| Klub          | Szezon   | Osztály  | Meccs     | Gól       | Meccs | Gól  | Meccs      | Gól        | Meccs    | Gól      |
| ------------- | -------- | -------- | --------- | --------- | ----- | ---- | ---------- | ---------- | -------- | -------- |
| Columbus Crew | 2022     | MLS      | 6         | 0         | 0     | 0    | —          | —          | 6        | 0        |
| Columbus Crew | 2023     | MLS      | 23        | 4         | 3     | 0    | 2          | 0          | 28       | 4        |
| Columbus Crew | 2024     | MLS      | 14        | 3         | 0     | 0    | 11         | 3          | 25       | 6        |
| Összesen      | Összesen | Összesen | 43        | 7         | 3     | 0    | 13         | 3          | 59       | 10       |

### A válogatottban
| Válogatott | Év       | Pályára lépés | Gól |
| ---------- | -------- | ------------- | --- |
| Kanada     | 2023     | 4             | 0   |
| Kanada     | 2024     | 3             | 0   |
| Összesen   | Összesen | 7             | 0   |

## Sikerei, díjai
Columbus Crew
- MLS
  - Bajnok (1): 2023

- Leagues Cup
  - Győztes (1): 2024

- Campeones Cup
  - Döntős (1): 2024

- CONCACAF-bajnokok ligája
  - Döntős (1): 2024